# Julien Liponne
Julien Liponne, né le 1er février 1983 à Sainte-Colombe (Rhône), est un coureur cycliste français.

## Biographie
Dans sa jeunesse, Julien Liponne pratique d'abord le triathlon et le VTT. Il prend sa première licence en cyclisme sur route sur le tard, à l'âge de 18 ans. Dans le même temps, il mène des études en école d'ingénieur.
En 2006 et 2007, il évolue au club Tarbes-Pyrénées Cyclisme. Il court ensuite dans l'équipe Argenteuil Val de Seine 95 en 2008, avant d'intégrer l'UC Aubenas. 
En 2010, il est recruté par l'EC Saint-Étienne Loire, où il court pendant trois saisons. Bon grimpeur, il obtient diverses places d'honneur dans le calendrier amateur français. Il termine par ailleurs septième du Tour du Rwanda en 2012, sous les couleurs du Team Reine Blanche. En octobre 2013, il intègre l'équipe continentale chinoise China Wuxi Jilun pour la fin de saison. 
En 2014, il rejoint le club de Bourg-en-Bresse Ain Cyclisme. Alors qu'il est âgé de 31 ans, il s'illustre au niveau continental UCI en terminant sixième du Tour des Pays de Savoie et neuvième du Rhône-Alpes Isère Tour, face à plusieurs coureurs professionnels. Il remporte également chez les amateurs une étape du Tour de Tarentaise ainsi que le Tour du Pays de Gex-Valserine, devant Julien Bernard. En fin de saison, il s'engage une deuxième fois avec l'équipe continentale China Wuxi Jilun afin de disputer plusieurs compétitions en Chine.
Lors de l'année 2015, il brille une nouvelle fois sur le Tour des Pays de Savoie en finissant sixième du classement général. Il s'impose sur le Tour de Martinique, sa première victoire finale sur une course par étapes. En 2016, il se classe quatrième du Tour de Guadeloupe, après avoir longtemps mené la course. Il perd son maillot jaune lors du dernier contre-la-montre individuel, car il n'a pu emmener du matériel spécifiquement adapté à l'effort solitaire.
Pour la saison 2018, il décide de rejoindre l'UC d'Affinois Pélussin, club évoluant en dehors de la division nationale.

## Palmarès et résultats

### Par année
- 2007
  - Tour du Pays d'Orthe et Arrigans
  - 3e étape du Tour du Piémont pyrénéen
- 2009
  - Nocturne d'Ambert
- 2010
  - Grand Prix du Faucigny
- 2011
  - 2e du Circuit des Monts du Livradois
- 2013
  - 2e du Tour du lac Poyang
  - 3e du Grand Prix de Mancey
- 2014
  - 3e étape du Tour de Tarentaise
  - Tour du Pays de Gex-Valserine
  - 2e du Grand Prix de Foissiat
  - 2e du Tour de la Creuse
  - 2e du Grand Prix de Longes
  - 3e du Tour d'Auvergne
- 2015
  - Tour de Martinique :
    - Classement général
    - 7e étape

  - 3e du Grand Prix de Longes
  - 3e du Grand Prix du Faucigny

### Classements mondiaux
| Année            | 2013 | 2014 | 2015 | 2016 |
| ---------------- | ---- | ---- | ---- | ---- |
| UCI Europe Tour  |      | 818e | 891e |      |
| UCI Africa Tour  | 156e |      | 185e |      |
| UCI Asia Tour    |      | 241e |      |      |
| UCI America Tour |      |      |      | 214e |